# Lancaster, Kalifornien
Lancaster är en stad i Los Angeles County i södra Kalifornien, USA. Den ligger i Antelope Valley, cirka 70 kilometer nordöst om centrala Los Angeles. I söder gränsar Lancaster till staden Palmdale. Enligt kaliforniska myndigheter uppgick befolkningen till 161 043 personer år 2014.
Staden grundades 1876 i samband med byggandet av Southern Pacific Railroad som förbinder Los Angeles och San Francisco. Den fungerade från början som centralort för jordbrukarna i Antelope Valley. 
Sedan början av 1990-talet har befolkningen ökat snabbare än genomsnittet i Kalifornien. Många familjer har sökt sig hit undan från fattigdomen och våldet i södra Los Angeles. 
I den västra delen av staden ligger det delstatliga fängelset California State Prison, Los Angeles County.